# HD37286
HD37286 — хімічно пекулярна зоря спектрального класу A2, що має видиму зоряну величину в смузі V приблизно  6,3.
Вона  розташована на відстані близько 184,5 світлових років від Сонця.

## Фізичні характеристики
Зоря HD37286 обертається 
досить швидко 
навколо своєї осі. Проєкція її екваторіальної швидкості на промінь зору становить  Vsin(i)= 70км/сек.